# The Wild Hunt (album de Watain)
Pour les articles homonymes, voir Wild Hunt.
 (janvier 2017).

The Wild Hunt est le cinquième album studio du groupe de black metal suédois Watain. Il est sorti en 2013.

## Liste des morceaux
Toutes les chansons sont écrites et composées par Watain.
| 1.    | Night Vision (instrumental)       | 3:38 |
| 2.    | De Profundis                      | 4:33 |
| 3.    | Black Flames March                | 6:20 |
| 4.    | All That May Bleed                | 4:41 |
| 5.    | The Child Must Die                | 6:04 |
| 6.    | They Rode On                      | 8:43 |
| 7.    | Sleepless Evil                    | 5:37 |
| 8.    | The Wild Hunt                     | 6:20 |
| 9.    | Outlaw                            | 5:07 |
| 10.   | Ignem Veni Mittere (instrumental) | 4:39 |
| 11.   | Holocaust Dawn                    | 7:07 |
| 61:29 |                                   |      |

| 12. | When Stars No More Shine | 6:27 |

| 1. | XI | 3:21 |

| 1. | When Stars No More Shine (1998 version) | 3:03 |
| 2. | When Stars No More Shine (2013 version) | 3:29 |